# Первая продольная магистраль
Первая Продольная Магистраль или 1-я Продольная — улица в Волгограде. Одна из длиннейших улиц России. Длина улицы 34 км. В разных районах Волгограда носит разные названия

## Описание
1-я Продольная начинается в Тракторозаводском Районе; возле 28-го км и идёт через 2 улицы: Латошинская и Героев Тулы и идёт через Спартановку (Улица Николая Отрады), затем через Проспект Ленина через Краснооктябрьский и Центральный Район, затем через Ворошиловский Район (Рабоче-Крестьянская Улица), возле границы Ворошиловского и Советского района 1-я продольная идёт по тоннелю. Далее продолжается по улице Электролесовской, Максима Загорулько и Рогова. После улица Рогова соединяется с улицей Кирова.

## Транспорт
Через 1-ю Продольную проходят 5 маршутов троллейбуса(8а,9,10,10а,15а). Также через 1-ю продольную проходят трамвайные маршрут № 3,4 и пересекают № 6,7.Маршрут скоростного трамвая полностью идёт по 1-й продольной.

## Предприятия
- ЗКО
- ВГТЗ
- Титан-баррикады
- Хлебозавод № 2
- Завод им. Петрова
- Обувная Фабрика(не работает)

## Парки, площади и скверы
- Площадь Чекистов
- Парк победа
- Площадь Ленина
- Парк памяти
- Спартановский парк
- Площадь Дзержинского
- Площадь Металлургов
- Парк 70-летия Победы
- Площадь Сталинградской победы
- Сквер им. Симбирцева
- Сквер им. Маргариты Агашиной
- Сквер им. Карла Маркса
- Сквер Саши Филиппова
- Детский городской парк «Сказка»
- Парк «Центр народной дипломатии»

## Образование
- Академия Физкультуры
- Механический институт
- социально-педагогический университет
- Технический Университет

## Театры
- Театр Юного Зрителя
- Театр Царицынская опера
- Театр Комсомолец (снесён)
- Киномакс